# Kirnberg (Gebsattel)

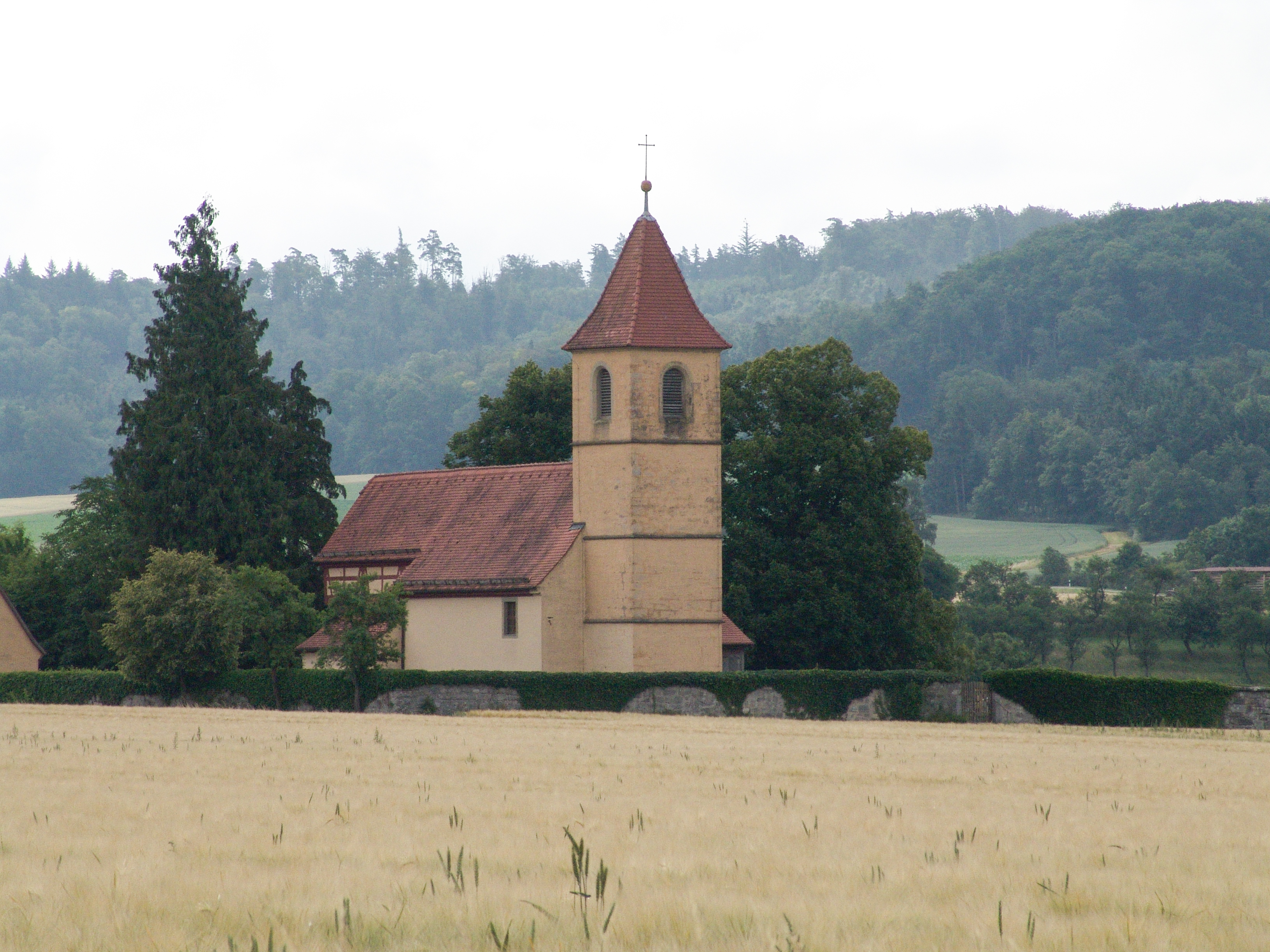
St. Michael

Kirnberg ist ein Gemeindeteil der Gemeinde Gebsattel im Landkreis Ansbach (Mittelfranken, Bayern). Die Gemarkung Kirnberg hat eine Fläche von 5,685 km². Sie ist in 596 Flurstücke aufgeteilt, die eine durchschnittliche Fläche von 9538,38 m² haben. In ihr liegen neben dem namensgebenden Ort die Gemeindeteile Pleikartshof, Speierhof und Wildenhof.

## Geographische Lage
Das Kirchdorf liegt am Kirnbacher Mühlbach, einem rechten Zufluss der Tauber. 0,5 km nordwestlich befindet sich der Wolfsberg (441 m ü. NHN). Die Staatsstraße 2249 führt nach Gebsattel (2,5 km westlich) bzw. nach Schönbronn (4 km südöstlich). Gemeindeverbindungsstraßen führen nach Erlbach (1,3 km nordwestlich), nach Rödersdorf (1,6 km südlich) und nach Wildenhof (0,7 km östlich).

## Geschichte
Kirnberg gilt als Ausbauort, der von Gebsattel aus wohl im 9./10. Jahrhundert geworden ist. Benannt wurde der Ort nach der damaligen Mühle, einer Getreidemühle (kürnen (mhd.) = mahlen, zermahlen). Ältere Namensbezeichnungen des Ortes lauten „Kürnberg“, „Kürenberg“ und „Kurenberg“.
Urkundlich erwähnt wurde eine Burg Kirnberg in der ersten Hälfte des 13. Jahrhunderts, die aber bereits zu Beginn des 15. Jahrhunderts zerstört wurde. Der ehemalige Turmhügel wurde bis 1920 fast völlig abgegraben und existiert nicht mehr.
Im 13. Jahrhundert wurde die St.-Maria- und Michael-Kirche errichtet, die zunächst eine Filiale von St. Laurentius (Gebsattel) war. 1330 erfolgte deren Loslösung von der Mutterkirche. Im Jahre 1707 hatte die Kirchengemeinde 200 Mitglieder, 1756 250 und aktuell 280 Mitglieder.
Während des Dreißigjährigen Krieges verödeten vier von sieben Höfen. Erst 1657 wurden alle Höfe wieder bewirtschaftet.
Im Jahre 1801 gab es im Ort zehn Untertansfamilien, wovon drei das Stift Comburg und sieben die Reichsstadt Rothenburg als Grundherrn hatten.
Mit dem Gemeindeedikt (frühes 19. Jahrhundert) wurde Kirnberg dem Steuerdistrikt Gebsattel zugewiesen. Wenig später entstand die Ruralgemeinde Kirnberg mit den Orten Pleikartshof und Wildenhof. Sie war in Verwaltung und Gerichtsbarkeit dem Landgericht Rothenburg zugeordnet und in der Finanzverwaltung dem Rentamt Rothenburg ob der Tauber (1919 in Finanzamt Rothenburg ob der Tauber umbenannt). Speierhof wurde noch vor 1840 von Gastenfelden nach Kirnberg umgemeindet. Ab 1862 übernahm das Bezirksamt Rothenburg ob der Tauber die Verwaltung (1939 in Landkreis Rothenburg ob der Tauber umbenannt) und das Stadt- und Landgericht Rothenburg ob der Tauber die Gerichtsbarkeit (1879 in Amtsgericht Rothenburg ob der Tauber umbenannt). Die Gemeinde Kirnberg hatte 1964 eine Gebietsfläche von 5,639 km². Im Zuge der Gebietsreform in Bayern wurde diese am 1. Januar 1972 nach Gebsattel eingemeindet.

### Baudenkmäler
In Kirnberg gibt es sechs Baudenkmäler:
- Evang.-Luth. Pfarrkirche St. Maria und Michael: Saalkirche, Polygonchor und Westturm, 13./14. Jahrhundert, spätere Umbauten; mit Ausstattung; Friedhof, im Kern wohl mittelalterliche Umfassungsmauer, mit Wegbefestigung und Treppenanlagen, Portal von 1748, mit Grabsteinen
- Haus Nr. 1: zugehörig eine Scheune, stattlicher Halbwalmdachbau, Fachwerk, 18. Jh.
- Haus Nr. 3: Pfarrhaus, zweigeschossiger, verputzter Massivbau, 19. Jh.
- Haus Nr. 10: ehem. Schulhaus, im Fachwerkstil mit Halbwalmdach, bez. 1909
- Steinkreuz: vielleicht 1370; nördlich der Straße nach Gebsattel
- Grenzstein: Wildbannstein, 1547; östlich vom Wildenhof
- Grenzstein: Wildbannstein an der Roten Steige

### Einwohnerentwicklung
Gemeinde Kirnberg
| Jahr      | 1818  | 1840   | 1852   | 1855   | 1861   | 1867   | 1871   | 1875   | 1880   | 1885   | 1890   | 1895   | 1900   | 1905   | 1910   | 1919   | 1925   | 1933   | 1939   | 1946   | 1950   | 1952   | 1961  | 1970   |
| Einwohner | 166   | 232    | 230    | 223    | 229    | 222    | 230    | 233    | 239    | 225    | 208    | 208    | 209    | 207    | 200    | 209    | 226    | 206    | 191    | 233    | 233    | 213    | 196   | 188    |
| Häuser    | 32    | 44     |        |        |        |        | 41     |        |        | 42     | 40     |        | 41     |        |        |        | 42     |        |        |        | 43     |        | 46    |        |
| Quelle    | [ 7 ] | [ 14 ] | [ 15 ] | [ 15 ] | [ 16 ] | [ 17 ] | [ 18 ] | [ 19 ] | [ 20 ] | [ 21 ] | [ 22 ] | [ 15 ] | [ 23 ] | [ 15 ] | [ 24 ] | [ 15 ] | [ 25 ] | [ 15 ] | [ 15 ] | [ 15 ] | [ 26 ] | [ 15 ] | [ 9 ] | [ 27 ] |

Ort Kirnberg
| Jahr      | 001818 | 001840 | 001861 | 001871 | 001885 | 001900 | 001925 | 001950 | 001961 | 001970 | 001987 |
| Einwohner | 112    | 156    | 149    | 142    | 136    | 138    | 144    | 152    | 130    | 131    | 149    |
| Häuser    | 23     | 29     |        |        | 27     | 27     | 27     | 26     | 29     |        | 44     |
| Quelle    | [ 7 ]  | [ 14 ] | [ 16 ] | [ 18 ] | [ 21 ] | [ 23 ] | [ 25 ] | [ 26 ] | [ 9 ]  | [ 27 ] | [ 1 ]  |

## Religion
Der Ort ist Sitz der Pfarrei St. Maria und Michael und seit der Reformation evangelisch-lutherisch geprägt. Die Einwohner römisch-katholischer Konfession sind nach St. Laurentius (Gebsattel) gepfarrt.